# Tripótamos (Imathie)
Tripótamos (grec moderne : Τριπόταμος) est une localité située dans le dème de Véria, dans le district régional d'Imathie, dans la periphérie de Macédoine-Centrale, en Grèce.
Selon le recensement de 2011, elle compte 553 habitants.